# 麻丘镇
28°40′08″N 116°05′11″E / 28.66877999999999°N 116.086453°E
麻丘镇是中国江西省南昌市高新区下辖的一个镇。

## 行政区划
麻丘镇共辖1个居委会和16个行政村，分别是：
麻丘镇居委会、金凤村、武溪村、库前村、高胡村、新龙村、乐圩村、南岗村、巷上村、厚溪村、杨桥村、宝塔村、麻丘村、刘城村、鲁溪村、广安村、长江村。
目前由南昌高新开发区代管.